# Gypsophila brachypetala
Gypsophila brachypetala är en nejlikväxtart som beskrevs av Ernst Rudolf von Trautvetter. Gypsophila brachypetala ingår i släktet slöjor, och familjen nejlikväxter. Inga underarter finns listade i Catalogue of Life.